# Natación en los Juegos Panamericanos

Natación

La prueba de Natación fue admitida en los Juegos Panamericanos desde la primera edición que se celebró en Buenos Aires en 1951.

## Eventos
Los siguientes eventos son los realizados en la prueba de natación, según la sede son los eventos realizados.

### Masculino
| - 50 m libre - 100 m libre - 200 m libre - 400 m libre - 800 m libre - 1500 m libre - 100 m espalda - 200 m espalda - 100 m pecho | - 200 m pecho - 100 m mariposa - 200 m mariposa - 200 m combinado individual - 400 m combinado individual - Relevos 4 × 100 m libre - Relevos 4 × 200 m libre - Relevos 4 × 100 m combinado |

### Femenino
| - 50 m libre - 100 m libre - 200 m libre - 400 m libre - 800 m libre - 100 m espalda - 200 m espalda - 100 m pecho | - 200 m pecho - 100 m mariposa - 200 m mariposa - 200 m combinado individual - 400 m combinado individual - Relevos 4 x 100 m libre - Relevos 4 × 200 m libre - Relevos 4 × 100 m combinado |

## Medallero Histórico
Actualizado Lima 2019
| Núm. | País                  | Oro | Plata | Bronce | Total |
| ---- | --------------------- | --- | ----- | ------ | ----- |
| 1    | Estados Unidos        | 344 | 253   | 150    | 747   |
| 2    | Brasil                | 62  | 64    | 91     | 217   |
| 3    | Canadá                | 53  | 120   | 135    | 308   |
| 4    | Argentina             | 17  | 29    | 21     | 56    |
| 5    | Venezuela             | 6   | 5     | 20     | 31    |
| 6    | Costa Rica            | 4   | 3     | 2      | 9     |
| 7    | Cuba                  | 2   | 4     | 8      | 14    |
| 8    | Trinidad y Tobago     | 2   | 2     | 4      | 8     |
| 9    | Surinam               | 2   | 1     | 2      | 5     |
| 10   | Ecuador               | 2   | 0     | 0      | 2     |
| 11   | México                | 1   | 7     | 37     | 45    |
| 12   | Chile                 | 1   | 2     | 2      | 5     |
| 13   | Colombia              | 1   | 2     | 6      | 8     |
| 14   | Islas Caimán          | 1   | 2     | 1      | 4     |
| 15   | Bahamas               | 1   | 0     | 2      | 3     |
| 16   | Puerto Rico           | 0   | 8     | 6      | 14    |
| 17   | Jamaica               | 0   | 5     | 20     | 25    |
| 18   | Uruguay               | 0   | 2     | 3      | 5     |
| 19   | Guatemala             | 0   | 1     | 2      | 3     |
| 19   | Perú                  | 0   | 1     | 2      | 3     |
| 21   | Panamá                | 0   | 1     | 1      | 1     |
| 22   | Antillas Neerlandesas | 0   | 0     | 1      | 1     |
| 22   | Barbados              | 0   | 0     | 1      | 1     |
| 22   | Paraguay              | 0   | 0     | 1      | 1     |

- Datos: Q3879678